# Claire Mitchell-Taverner
Claire Mitchell-Taverner (Melbourne, 17 juni 1970) is een Australisch hockeyster. 
In 1998 werd Mitchell-Taverner met de Australische ploeg de wereldkampioen.
Mitchell-Taverner werd in 2000 in eigen land olympisch kampioen.

## Erelijst
- 1995 –  Champions Trophy in Mar del Plata
- 1997 –  Champions Trophy in Berlijn
- 1998 –  Wereldkampioenschap in Utrecht
- 1999 –  Champions Trophy in Brisbane
- 2000 –  Champions Trophy in Amstelveen
- 2000 –  Olympische Spelen in Sydney